# 能登部駅
能登部駅（のとべえき）は、石川県鹿島郡中能登町徳丸にある、西日本旅客鉄道（JR西日本）七尾線の駅である。

## 歴史
- 1898年（明治31年）4月24日：七尾鉄道の津幡仮停車場（現在の本津幡駅の前身） - 七尾駅 - 矢田新駅（後の七尾港駅）間開通と同時に駅開設（一般駅）[1][2][3]。
- 1907年（明治39年）9月1日：七尾鉄道が鉄道国有法により国有化[2]。帝国鉄道庁（国鉄）の駅となる。
- 1909年（明治42年）10月12日：線路名称制定。七尾線の所属となる[2]。
- 1957年（昭和32年）4月：現在の駅舎が竣工する[要出典]。
- 1961年（昭和36年）4月1日：貨物の取扱を廃止[8]。
- 1972年（昭和47年）3月15日：業務委託駅となる[9]。
- 1984年（昭和59年）2月1日：荷物扱い廃止[8]。
- 1987年（昭和62年）4月1日：国鉄分割民営化に伴い、西日本旅客鉄道（JR西日本）の駅となる[8]。
- 2001年（平成13年）4月1日：東口を使用開始[要出典]。
- 2002年（平成14年）1月26日：駅舎の一部が、町民ギャラリーとしてリニューアルされる[10]。
- 2015年（平成27年）4月1日：一青窈の「ハナミズキ」が接近メロディとして使用開始[11]。
- 2021年（令和3年）
  - 3月13日：ICカード「ICOCA」の利用が可能となる[12][13][14]。
  - 4月1日：この日より終日無人駅となる[4][5][6][7]。

## 駅構造
相対式ホーム2面2線を有し、列車交換が可能な地上駅。駅舎は下りホーム側にあり、ホーム間は跨線橋で結ばれている。また、駅舎にはギャラリーが併設されている。上りホーム側にも勝手口が存在する。
七尾鉄道部が管理する無人駅であるが、以前は中能登町が窓口業務を受託する簡易委託駅となっていた。自動券売機が設置されている。2021年3月13日からICOCAなどの全国相互利用サービスに対応した交通系ICカードが利用可能となっており、IC専用の簡易型改札機が設置されている。

### のりば
| のりば | 路線    | 方向 | 行先           |
| ------ | ------- | ---- | -------------- |
| 1      | ■七尾線 | 下り | 七尾方面       |
| 2      | ■七尾線 | 上り | 津幡・金沢方面 |

- 1番のりば（下り線）が一線スルー化されており[3]、列車交換を行わない通過列車に限り、上り列車も1番のりばを通過する[1]。ただし、一般的な一線スルーとは異なり、上りと下りの本線は現在も分けられている。

## 利用状況
2020年（令和2年）度の1日平均乗車人員は388人である。
「石川県統計書」によると、近年の1日平均乗車人員の推移は以下のとおり。
| 年度   | 1日平均 乗車人員 | 出典            |
| ------ | ---------------- | --------------- |
| 1995年 | 999              | [ 乗車人員 2 ]  |
| 1996年 | 947              | [ 乗車人員 3 ]  |
| 1997年 | 846              | [ 乗車人員 4 ]  |
| 1998年 | 851              | [ 乗車人員 5 ]  |
| 1999年 | 807              | [ 乗車人員 6 ]  |
| 2000年 | 756              | [ 乗車人員 7 ]  |
| 2001年 | 706              | [ 乗車人員 8 ]  |
| 2002年 | 665              | [ 乗車人員 9 ]  |
| 2003年 | 648              | [ 乗車人員 10 ] |
| 2004年 | 657              | [ 乗車人員 11 ] |
| 2005年 | 667              | [ 乗車人員 12 ] |
| 2006年 | 678              | [ 乗車人員 13 ] |
| 2007年 | 658              |                 |
| 2008年 | 642              |                 |
| 2009年 | 621              |                 |
| 2010年 | 615              |                 |
| 2011年 | 602              |                 |
| 2012年 | 604              |                 |
| 2013年 | 639              |                 |
| 2014年 | 578              |                 |
| 2015年 | 578              |                 |
| 2016年 | 575              |                 |
| 2017年 | 558              |                 |
| 2018年 | 545              |                 |
| 2019年 | 511              | [ 乗車人員 14 ] |
| 2020年 | 388              | [ 乗車人員 1 ]  |

## 駅周辺
周辺は旧鹿西町の中心市街で、中能登町の出先機関や郵便局や銀行・学校などがある。
- 中能登町役場行政サービス庁舎 - 2021年2月1日に、旧中能登町立鹿西中学校（現在の中能登町立中能登中学校）の校舎を改修し開庁[16]。
- 眉丈山
- 中能登町立鹿西小学校
- 石川県立鹿西高等学校
- 鹿西郵便局
- 雨の宮古墳群
- 能登上布会館
- のと里山海道上棚矢駄IC
- 国道159号
- 石川県道2号七尾羽咋線
- 石川県道242号久江鹿西線
- 石川県道250号能登部停車場線
- 石川・富山県道304号鹿西氷見線

## バス路線
北鉄能登バス
- 「能登部駅前」バス停：後山線（高浜・志賀中学校行き）

中能登町コミュニティバス「おりひめバス」
運行は北鉄能登バスに委託している。いずれの路線も道の駅織姫の里なかのと発着で、木曜日と年末年始を除く日に運行している。
- 「能登部駅」バス停：ろくせいコース
- 「能登部駅東口」バス停：かしまコース（みおや方面）

## 隣の駅
西日本旅客鉄道（JR西日本）
■七尾線
金丸駅 - 能登部駅 - 良川駅

### 乗車人員
1. 1 2 3  “令和2年石川県統計書” (PDF). 石川県. p. 104 (2022年6月). 2023年2月9日時点のオリジナルよりアーカイブ。2023年2月9日閲覧。
2. ↑  “平成7年石川県統計書” (PDF). 石川県. p. 112 (1997年3月). 2023年2月9日時点のオリジナルよりアーカイブ。2023年2月9日閲覧。
3. ↑  “平成8年石川県統計書” (PDF). 石川県. p. 108 (1998年3月). 2023年2月9日時点のオリジナルよりアーカイブ。2023年2月9日閲覧。
4. ↑  “平成9年石川県統計書” (PDF). 石川県. p. 108 (1999年2月). 2023年2月9日時点のオリジナルよりアーカイブ。2023年2月9日閲覧。
5. ↑  “平成10年石川県統計書” (PDF). 石川県. p. 108 (2000年2月). 2023年2月9日時点のオリジナルよりアーカイブ。2023年2月9日閲覧。
6. ↑  “平成11年石川県統計書” (PDF). 石川県. p. 108 (2001年3月). 2023年2月9日時点のオリジナルよりアーカイブ。2023年2月9日閲覧。
7. ↑  “平成12年石川県統計書” (PDF). 石川県. p. 108 (2002年3月). 2023年2月9日時点のオリジナルよりアーカイブ。2023年2月9日閲覧。
8. ↑  “平成13年石川県統計書” (PDF). 石川県. p. 108 (2003年3月). 2023年2月9日時点のオリジナルよりアーカイブ。2023年2月9日閲覧。
9. ↑  “平成14年石川県統計書” (PDF). 石川県. p. 108 (2004年3月). 2023年2月9日時点のオリジナルよりアーカイブ。2023年2月9日閲覧。
10. ↑  “平成15年石川県統計書” (PDF). 石川県. p. 108 (2005年3月). 2023年2月9日時点のオリジナルよりアーカイブ。2023年2月9日閲覧。
11. ↑  “平成16年石川県統計書” (PDF). 石川県. p. 108 (2006年3月). 2023年2月9日時点のオリジナルよりアーカイブ。2023年2月9日閲覧。
12. ↑  “平成17年石川県統計書” (PDF). 石川県. p. 108. 2023年2月9日時点のオリジナルよりアーカイブ。2023年2月9日閲覧。
13. ↑  “平成18年石川県統計書” (PDF). 石川県. p. 106 (2008年3月). 2023年2月9日時点のオリジナルよりアーカイブ。2023年2月9日閲覧。
14. ↑  “令和元年石川県統計書” (PDF).   石川県. p. 104 (2021年3月). 2021年4月12日閲覧。